# Johann Friedrich Haug (Instrumentenbauer)

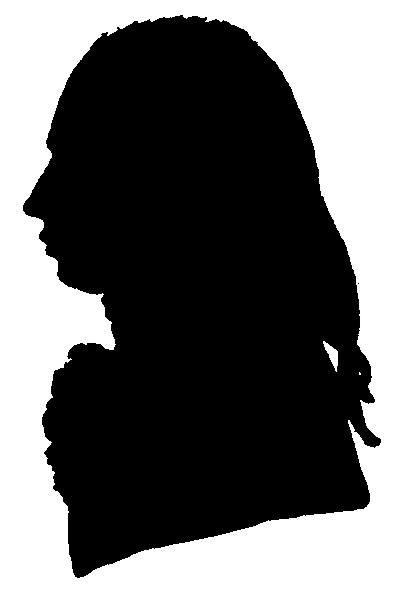
Silhouette von Johann Friedrich Haug nach einem Scherenschnitt aus dem 18. Jahrhundert

Johann Friedrich Haug (* 6. November 1730 in Kandern, Landgrafschaft Sausenberg; † 2. Februar 1793 in Stuttgart Herzogtum Württemberg) war ein Musikinstrumentenbauer von Tasteninstrumenten und Lehrmeister für Mathematik, Lehrer der Arithmetik, Geometrie und Mechanik an der Karlsschule auf Schloss Solitude und ab 1775 mit deren Verlegung in Stuttgart.

## Herkunft der Familie

### Ausbildung zum Schlosser und Uhrmacher
Johann Friedrich Haug ist der Sohn des Schulmeisters aus Tegernau Jakob Haug, auch der Färber genannt (1697–1751), und seiner Ehefrau Katharina Barbara geb. Bickel (1706–1754). Johann Friedrich Haug erlernte von 1745 bis 1748 in Lörrach das Schlosser- und das Uhrmacherhandwerk.

### Wanderschaft und Gesellenjahre
In seinem 20. Lebensjahr begab sich Haug als Geselle auf Wanderschaft. 1750 erreichte er Ludwigsburg. In Ludwigsburg war die wirtschaftliche Lage in jenen Jahren schwierig. Nach dem Tode Herzog Eberhard Ludwigs 1733, hatte die ehemalige Residenzstadt an Glanz und wirtschaftlicher Bedeutung verloren, da sein Nachfolger Carl Alexander von Württemberg die herzogliche Residenz nach seinem Amtsantritt wieder zurück nach Stuttgart verlegte. Die Einwohnerzahl Ludwigsburgs war in der Folge von sechstausend Bürger auf zweitausend gesunken. Erst mit der Regentschaft von Carl Eugen von Württemberg erreichte Ludwigsburg eine neue wirtschaftliche Blüte.

#### Johann Friedrich Haug erwarb in Ludwigsburg das Bürgerrecht
Trotz der teilweise widrigen Umstände wurde Johann Friedrich Haug in Ludwigsburg sesshaft und erwarb das Bürgerrecht der Stadt. Ab dem Jahr 1756 bezog Haug in der Ludwigsburger Oberen Reithausstraße 8 eine Wohnung. Haug erhielt um 1758 in Ludwigsburg das Meisterrecht. Kurz nachdem auch Herzog Carl Eugen von Württemberg dort wieder seine Residenz genommen hatte, erfolgte die Ernennung von Johann Friedrich Haug zum „Hofinstrumentenmacher“.

#### Familie Haug
Karl Viktor von Riecke, Schwiegersohn von Carl Friedrich Haug, verfasste die Genealogie der Familie Haug und veröffentlichte sie in der Schrift Altwirtembergisches aus Familienpapieren zum besten des Lutherstiftes. Das Exemplar aus dem Bestand der Princeton University, der Library of Princeton University, wurde von Google als Faksimile in Fraktura digitalisiert und steht als komplette Ausgabe in voller Länge hier zur Verfügung.

#### Zitat ausAltwirtembergisches aus Familienpapieren zum Besten des Lutherstifts
Von 1772 bis 1778 war Johann Friedrich Haug (er) sodann nach Wagners Geschichte der Hohen Karlsschule, I S. 603 und S. 610 Lehrmeister der Mathematik, Lehrer der Arithmetik und Geometrie an dieser Anstalt, was er, solang die Karlsschule auf der Solitude untergebracht war, von Ludwigsburg aus besorgen konnte. Wiederholt scheint er jedoch, nach den Nachrichten über die Geburtstage und Konfirmationen seiner Kinder zu schließen, sich in jenen Jahren auch schon in Stuttgart aufgehalten zu haben, bis er 1778 oder 1779 dauernd dorthin übersiedelte. Im Jahr 1790, war sein Ruf jedenfalls schon so fest begründet, dass ihn Balthasar Haug in dem Gelehrten Wirtemberg als „Hofinstrumentenmacher“ und starken Mechanikus nennen konnte, neben dem „großen“ Mechanikus Pfarrer Hahn aus Echterdingen (1739–1790) (a. a. D. S. 307–308).

#### Haug muss ein sehr tüchtiger Mann gewesen sein
Dieser Johann Friedrich Haug – senior, wie er im Gelehrten Wirtemberg heißt im Unterschied von Haug dem Sohn – muss ein sehr tüchtiger Mann gewesen sein. Vom Vater in Tergernau brachte er eine gewisse pädagogische Anlage schon mit. Bei ihm selbst äußerte sich wenigstens für unser Wissen zuerst, ein großes mechanisches Talent und Sinn für die Mathematik. Auch verfertigte er musikalische Instrumente, baute selbst Klaviere.

#### Der Name Kummerell, später Commerell
Der Name Kummerell, seltener Kommerell, später erst Commerell, hat, wie in den hier vollständiger werdenden nachgelassenen Papieren von C. Fr. Haug bemerkt ist, etwas fremdes, fast undeutsches. Er klingt etwa an den Namen einer Ulmer Ratsfamilie an, die Copprelli oder Coprellini, welche von 1254 bis 1333 dort vorkam. Der älteste nachweisbare Stammvater, auch für die Tübinger Kommerell, ist Fabian Kommerell, auch Kummerer, Commerer, welcher am 16. August 1504 geboren, so kann dies allerdings nicht derselbe Commerell gewesen sein, welcher nach einer Sage, die Eifert in der Geschichte der Stadt Tübingen erwähnt, bei dem Zug der Tübinger gegen den „armen Conrad“ 1514 jenen das Banner vortragen haben soll.

#### Lehrmeister an der Karlsschule
Von 1772 bis 1776 war Haug Lehrmeister für Mathematik, Lehrer der Arithmetik, Geometrie und Mechanik an der 1770 gegründeten Karlsschule auf der Solitude, deren Erweiterung zur Hochschule und Umbenennung in Hohe Karlsschule er 1781 miterlebte. In seinen letzten Lebensjahren, im Ruhestand, wohnte Haug in Stuttgart zur Miete im Haus des „Werkmeisters Holderer“ auf dem sogenannten „Bollwerk“, wo er in seinem 63. Lebensjahr am 2. Februar 1793 verstorben ist.

#### Erwähnung vom Namensvetter Haug im „Gelehrten Wirtemberg“
Der nicht verwandte vielseitige Namensvetter Balthasar Haug, Professor an der Hohen Karlsschule zu Stuttgart, Herausgeber des „Schwäbischen Magazins“ und des „Gelehrten Wirtemberg“, im Jahr 1731 zu Stammheim bei Calw geboren, vermerkte im „Gelehrten Wirtemberg“ von 1790:
Johann Friedrich Haug verfertigte Musikinstrumente und war bekannt für die Anfertigung seiner sehr guten Fortepianos, Flügel und des Pantaleons, gebaut und benannt nach einer Innovation, einer speziellen Mechanik, entwickelt von Pantaleon Hebenstreit – Tanzlehrer, Komponist und Musiker.
Pantaleon Hebenstreit hat damit einen wesentlichen Anteil zur Entwicklung des Hammerklaviers beigetragen. Balthasar Haug vermerkte seinen Namensvetter Haug in dem „Gelehrten Wirtemberg“ von 1790 als „Hofinstrumentenmacher“ und titulierte Haug ibidem als den „Starken Mechanikus“.
- Siehe auch Kunstvolle Tasteninstrumente, museale Sammlungen vom 16. bis 18. Jahrhundert

## Ehen, Kinder und Nachkommen
Johann Friedrich Haug war zweimal verheiratet. Am 20. April 1758 vermählte er sich in erster Ehe mit Christine Dorothea Herdle (1736–1766), der Tochter des Ludwigsburger Hofmusikus Johann Jakob Ferdinand Herdle.
Aus dieser Ehe gingen drei Töchter hervor:
- Elise Friederike Haug (* 22. Januar 1760), vermählte sich mit einem „Feldmesser“
- Henriette Hedwig Haug (* 1. Oktober 1762), vermählte sich mit dem Konzertmeister Christian Ludwig Abeille, Mitglied der Hofmusik von Friedrich I. König von Württemberg
- Luise Regina Haug (* 24. Mai 1764), blieb ledig

Haugs erste Ehefrau Christine Dorothea Herdle verstarb am 25. Mai 1766 im Alter von 29 Jahren, vermutlich im Kindbett.
Haug entschloss sich, eine zweite Ehe einzugehen. Am 29. August 1768 vermählte er sich in Stuttgart mit der 34-jährigen Charlotte Katharina Sidonie Commerell (1732–1816), der Tochter des herzoglichen Kammermusikus Johann Friedrich Christian Commerell (1680–1778) und der Marie Elisabeth Kärcher (1695–1773).
Aus dieser Ehe gingen fünf Kinder hervor:
- Gottlob Friedrich Haug (* 5. Oktober 1769), war Landvermesser, Kartograf, Mathematiker, Physiker und Uhrmacher
- Theodor Christoph Haug (* 12. Februar 1771), folgte dem beruflichen Weg seines Vaters und wurde Instrumentenmacher und Klavierbauer in Stuttgart.[7]

Von den folgenden drei Kindern ist nichts weiteres bekannt:
- Charlotte Friederike Karoline Haug (* 27. August 1772), im Kindesalter verstorben
- Karl Friedrich Gottlob Haug (* 6. Februar 1774), im Kindesalter verstorben
- Karl Ferdinand Haug (* 11. Juni 1775), konfirmiert 1789